# Grande Canal de Veneza

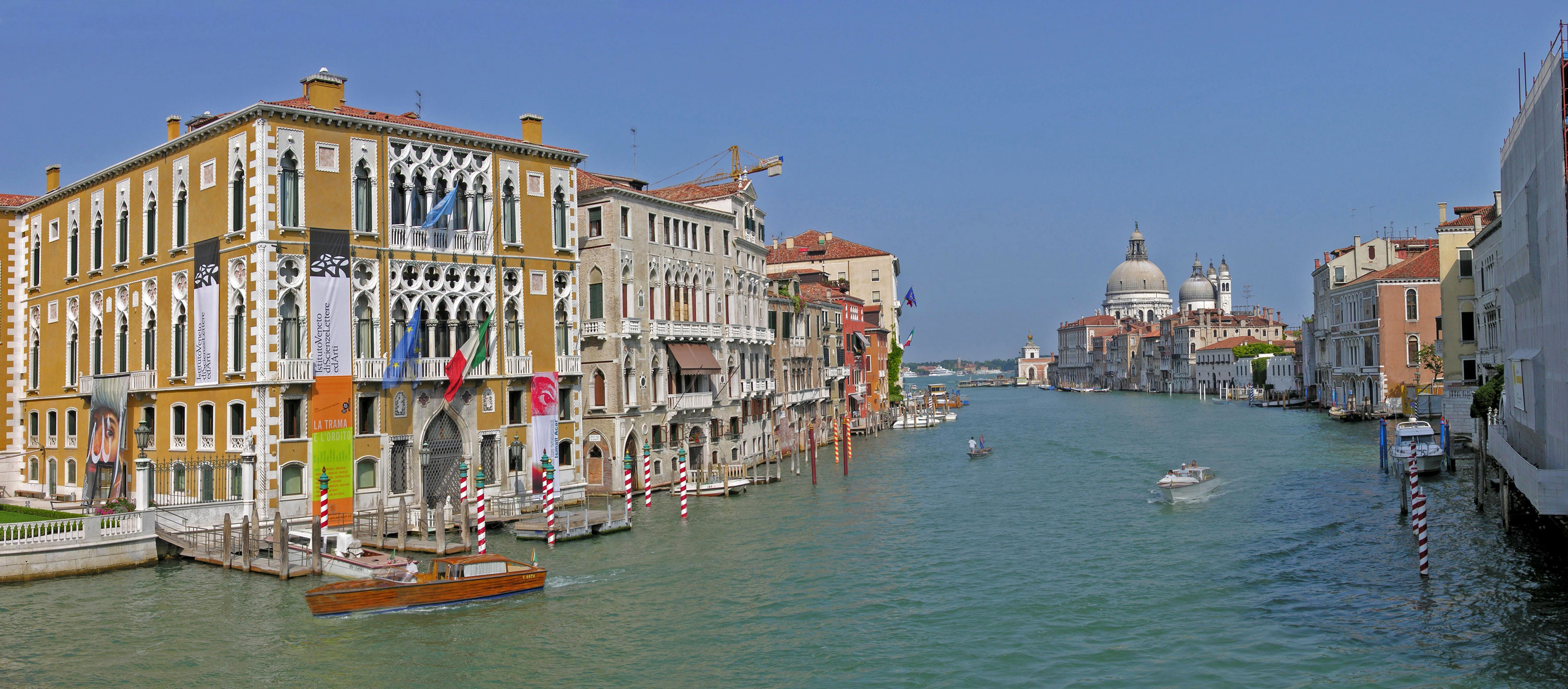
Grande Canal visto da Ponte da Academia; em primeiro plano o Palazzo Cavalli-Franchetti e ao fundo a Basílica de Santa Maria della Salute.

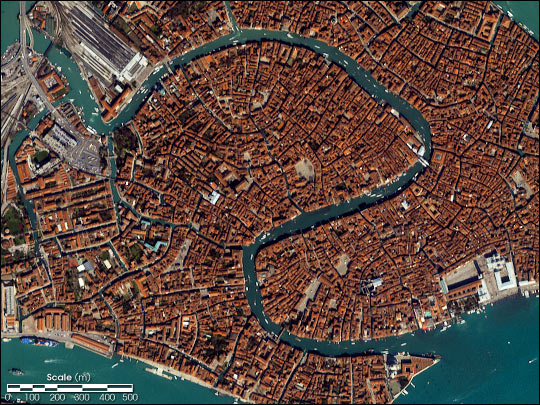
Imagem de satélite do Grande Canal de Veneza (2001)

O Grande Canal (em italiano: Canal Grande; em veneziano: Canałasso) é o maior e mais importante canal da cidade italiana de Veneza.

## Características
O Grande Canal forma a maior via aquática de tráfego da cidade. O transporte público é provido por meio de vaporetti e táxis aquáticos.
Cortando a maior parte da cidade, tem seu "início" na laguna perto da estação de comboios, fazendo uma curva em forma de grande "S" pelos distritos centrais, os sestieri, e termina junto à Basílica de Santa Maria della Salute, próximo à Piazza San Marco. Tem uma profundidade média de cinco metros.

### Tráfego
Em razão de concentrar a maioria do trânsito existem ali quatro pontes: Ponte da Academia, Ponte de Rialto (a mais famosa), Ponte dos Descalços e Ponte da Constituição (projetada por Santiago Calatrava).
As pessoas podem realizar um passeio pelo canal, quer por meio de balsas cobertas, chamadas ali de vaporetto, quer por meio de gôndolas.

## Principais monumentos
Suas margens são ornadas por alguns dos edifícios mais belos da cidade, entre muitos palazzi estão Palazzi Barbaro, Ca' Rezzonico, Ca' d'Oro, Palazzo Dario, Ca' Foscari, Palazzo Barbarigo e o Palazzo Venier dei Leoni, que abriga a Coleção Peggy Guggenheim. As igrejas ao longo do Canal incluem a Basílica de Santa Maria della Salute e a Igreja do Redentor.